# Delina Filkins
Delina Filkins (geborene Ecker; * 4. Mai 1815 in Stark, Herkimer County, New York; † 4. Dezember 1928 in Richfield, New York) hielt von 1926 bis 1980 den Rekord des höchsten erreichten Lebensalters eines Menschen. Sie war der erste Mensch, der erwiesenermaßen 112 und 113 Jahre alt wurde.

## Leben
Filkins wurde 1815 in Stark im Herkimer County geboren. Bis auf die letzten zwei Monate ihres Lebens verbrachte sie dort ihr ganzes Leben. Sie besuchte bis zum Alter von elf Jahren eine Schule. Danach arbeitete sie zuhause. Filkins heiratete im Jahr 1834 und bekam sechs Kinder. Zum Zeitpunkt ihres Todes lebten nur noch zwei ihrer Kinder (Frank und Alonzo). Ihr Vater erreichte ein Alter von 97 Jahren, ihre Mutter wurde 78 Jahre alt. Am 20. September 1926 übertraf sie im Alter von 111 Jahren und 139 Tagen den bis dato bestehenden Altersrekord ihrer Vorgängerin Louisa Thiers. Sie erreichte als erste Person das Alter von 112 und 113 Jahren. Filkins war auch der erste nachgewiesene Supercentenarian, der zu seiner Lebenszeit einen anderen Supercentenarian überlebte: Sie überlebte Miriam Bannister (1817–1928). Am 4. Dezember 1928 starb Filkins im Alter von 113 Jahren und 214 Tagen. Mit 54 Jahren und 55 Tagen (1926–1980) hatte sie den Titel des ältesten Menschen nach derzeitigem Forschungsstand am längsten inne. Ihr erreichtes Lebensalter wurde erst am 15. November 1980 von Fannie Thomas übertroffen. Ihr Fall wurde in den 1970er Jahren und 2005 untersucht und ist nach dem von Jeanne Calment am umfangreichsten verifiziert worden.